# Costa El Toledano
Costa El Toledano o El Toledano es una localidad ubicada en el distrito de Las Paredes, departamento San Rafael, provincia de Mendoza, Argentina. 
La zona es una extensión de la ciudad de San Rafael sobre el área rural al oeste de la ciudad. El Toledano es el nombre de una de las calles y un canal de la zona.